# Ryan Dunn
Ryan Matthew Dunn (Medina, Ohio; 11 de junio de 1977-West Goshen Township, Pensilvania; 20 de junio de 2011) fue una personalidad de televisión y miembro de Jackass, así como también miembro de Viva la Bam y de CKY Crew. Dunn también fue anfitrión de Homewrecker y Proving Ground. Interpretó el personaje principal en la película de Bam Margera, Haggard: The Movie, basada en una relación fallida de Dunn.
El 20 de junio de 2011 falleció a los 34 años de edad en un accidente automovilístico. Según la policía, el vehículo iba a unos 209 kilómetros por hora.

## Primeros años
Dunn nació en Medina, Ohio, y creció en Williamsville, Nueva York, antes de mudarse a West Chester, Pensilvania, con sus padres en sus años adolescentes. Tuvo atención pública mientras aparecía en cuatro vídeos junto a sus amigos en CKY Crew.

## Carrera
Dunn participó en las múltiples escenas de acción que hicieron al show Jackass tan famoso, y participó en las tres películas lanzadas, Jackass: The Movie, Jackass Number Two y Jackass 3D.
En 2006, Dunn y Bam Margera participaron en el rally Gumball 3000 en Lamborghini Gallardo de Margera. Más tarde hizo una gira con Don Vito llamada "The Dunn y Vito Rock Tour", cuyo DVD fue lanzado el 20 de marzo de 2007. Dunn y Margera nuevamente participaron en el rally en 2008.
Bam Margera declaró durante una entrevista de radio el 2 de diciembre de 2008 con Big O y Dukes de 106.7 WJFK-FM, que él y Dunn irían a Italia a filmar Where the F*%# Are My Ancestors. Ese mismo mes, Dunn apareció en el episodio "Smut" de Law & Order: Special Victims Unit. 
También aparece en una película llamada Street Dreams, que fue lanzada en la primavera de 2009 y coprotagonizó junto a Rob Dyrdek y Paul Rodríguez Jr.
Dunn también protagonizó un show junto con su compañero estrella de Jackass, Bam Margera, en el que ellos viajaban por Europa en un show de Viva la Bam llamado Bam's World Domination for Spike.
Apareció en Jackass 3D, que fue lanzado el 15 de octubre de 2010.
Dunn organizó la G4's Proving Ground junto con Jessica Chobot, que fue estrenada el 14 de junio de 2011, seis días antes de su muerte. Sin embargo, según un portavoz del G4, el canal decidió posponer la emisión de nuevos episodios. El 6 de junio, G4 anunció que airearían los episodios restantes a partir del 19 de julio de 2011.
En el momento de su muerte, Dunn estaba trabajando en la película Bienvenido al Motel Bates. La película fue más tarde renombrada The Bates Haunting y fue lanzado en 2013.

## Muerte

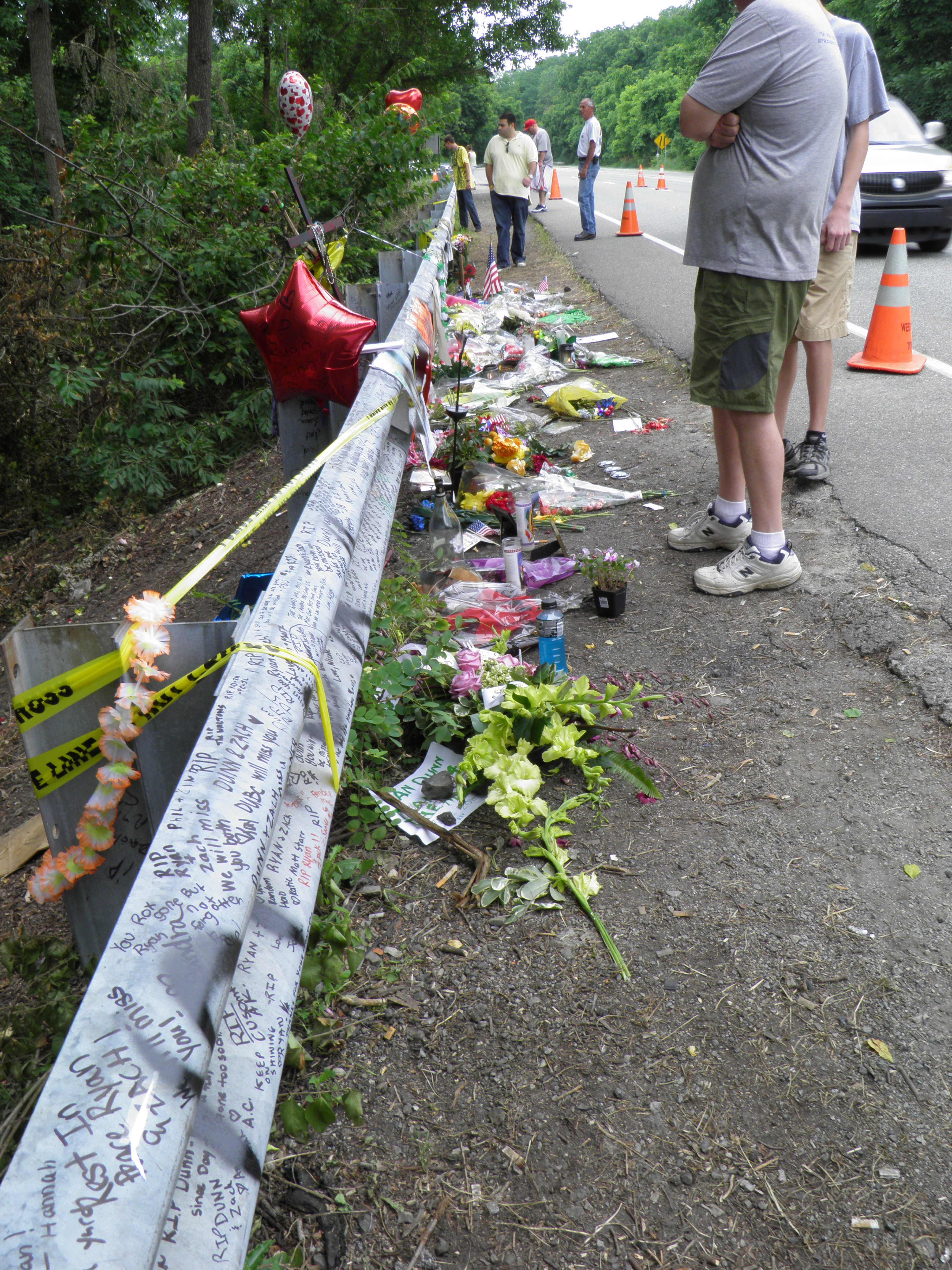
Lugar en donde ocurrió el accidente.

El 20 de junio de 2011, alrededor de las 3:30 a. m. EDT, Dunn y Zachary Hartwell, asistente de producción en Jackass Number Two, sufrieron un accidente cuando el Porsche 911 GT3 de Dunn se salió de la carretera y chocó contra un árbol en West Goshen Township, Condado de Chester, Pensilvania. Dunn tenía 34 años. Horas antes del accidente, Dunn había publicado una foto en su cuenta de Twitter de sí mismo y Hartwell bebiendo en un bar de West Chester.  Dunn fue identificado en el informe de la policía como el conductor del vehículo, y un informe de toxicología posterior mostró que Dunn tenía un nivel de alcohol en sangre de 0,196 g / dl, más del doble del límite máximo legal del estado de 0,08 %. El informe de la policía declaró que "la velocidad puede haber sido un factor contribuyente en el accidente" e investigaciones preliminares surgieron que el auto había estado viajando entre 132 y 140 millas por hora (212 a 225 km/h) en una zona de 55 millas por hora (89 km/h). 
En agosto de 2012, los padres de Zachary Hartwell presentaron una demanda civil en la Sala del Penal del Condado de Philadelphia, nombrando a los co- administradores de los bienes de Dunn como acusados, junto con Barnaby West Chester, el bar de Pensilvania donde Dunn bebió antes del fatal accidente. La demanda alegaba negligencia e imprudencia, así como muerte por negligencia en el accidente en el que murió Hartwell, de 30 años de edad.
Los demandantes alegaban que el Sr. Dunn dio muestras de negligencia e imprudencia al no tener su vehículo bajo control, conduciendo bajo los efectos del alcohol a una velocidad excesiva, y virar violentamente en la carretera hasta chocar con un árbol, entre otras supuestas transgresiones. Ellos están buscando daños no especificados punitivos y compensatorios, así como los intereses, costas judiciales y "daños por demora ya que la ley puede permitir."

## Trabajos
Televisión
- Jackass (MTV, 2000–2002)
- Viva la Bam (MTV, 2003–2006)
- Homewrecker (MTV, 2005)
- Bam's Unholy Union (MTV, 2007)
- Jackassworld.com: 24 Hour Takeover (MTV Special, 2008)
- Law & Order: Special Victims Unit (NBC, 2008, un episodio)
- Bam's World Domination (Spike TV, 2010)
- Proving Ground (G4 TV, 2011)
- Minute to Win It (NBC, 2011)
- Ridiculousness (MTV, 2011, un episodio antes de su muerte)

DVD y vídeos
- CKY video series: CKY, CKY2K, CKY3 and CKY4. (1998–2003)
- Don't Try This At Home - The Steve-O Video Vol. 1 (2001)
- Don't Try This At Home - The Steve-O Video Vol. 2: The Tour (2002)
- Steve-O - Out On Bail (2003)
- Dunn & Vito's Rock Tour (2008)

Películas
- Jackass: The Movie (2002)
- Haggard (2003)
- Jackass Number Two (2006)
- The Dudesons Movie (2006)
- 3000 Miles (2007)
- Blonde Ambition (2007)
- Jackass 2.5 (2007)
- Jackass 3D (2010)
- Jackass 3.5 (2011)